# 北海道道454号小樽海岸公園線

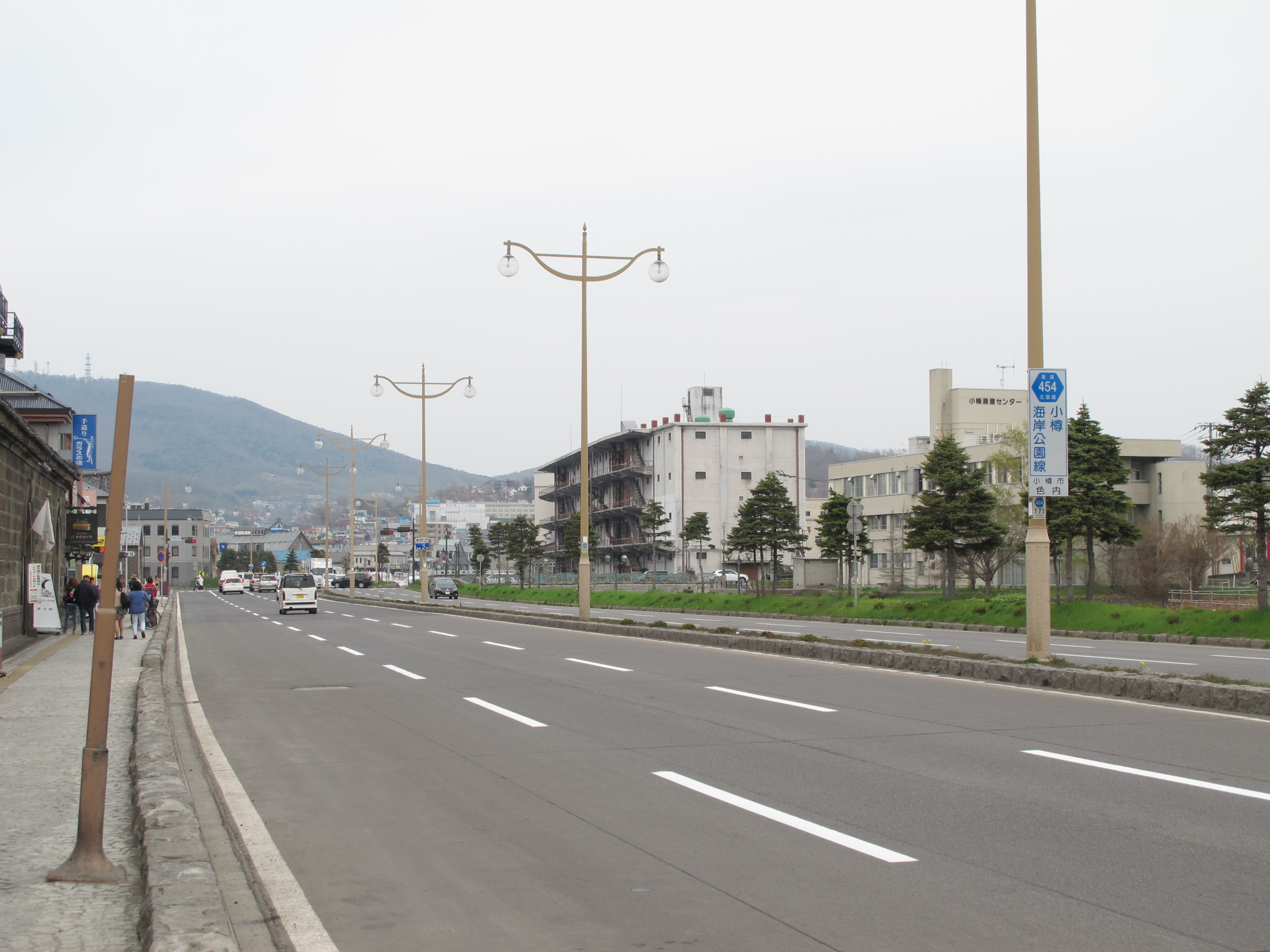
北海道道454号小樽海岸公園線
小樽市色内（2014年5月）

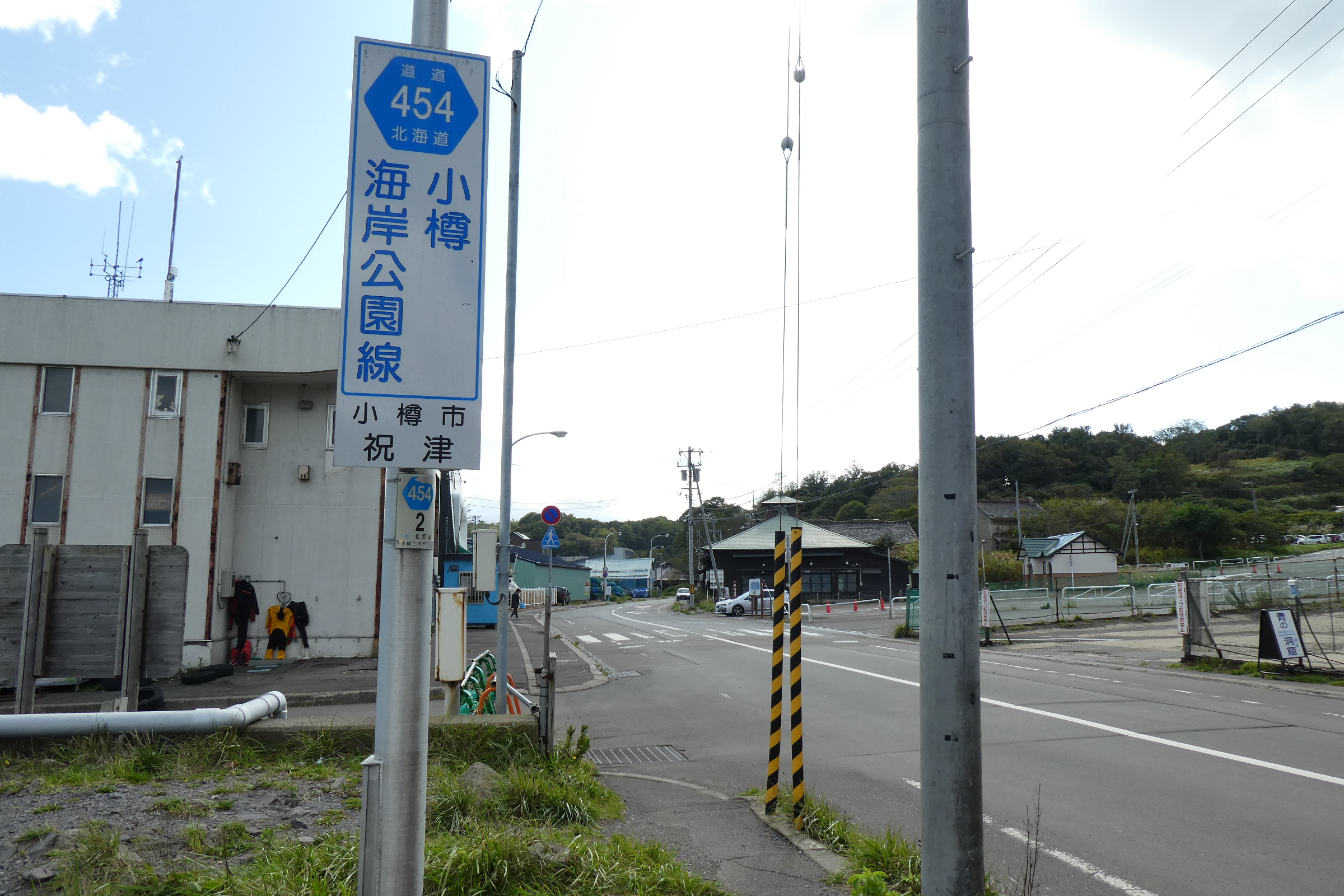
終点の小樽市祝津付近（2019年9月）

北海道道454号小樽海岸公園線（ほっかいどうどう454ごう おたるかいがんこうえんせん）は、北海道小樽市内を結ぶ一般道道（北海道道）である。

## 概要
起点付近の祝津地区にはおたる水族館をはじめとする施設があり、また沿線も手宮洞窟保存館、豊井浜などの観光地が多く、観光道路として機能している。

### 路線データ
- 起点：北海道小樽市祝津3丁目
- 終点：北海道小樽市色内2丁目（北海道道17号小樽港線交点）
- 総延長：5.498 km
- 実延長：5.498 km
- 重用延長：0 km

### 道路管理者
- 後志総合振興局 小樽建設管理部 事業課

## 歴史
- 1963年（昭和38年）10月23日 - 路線認定[1]。
- 1987年（昭和62年） - 新高島トンネル開通。
- 1990年（平成2年） - 豊井・新祝津トンネル開通。
- 1994年（平成6年）4月26日 - 中央通の整備に伴い、終点を稲穂2丁目（国道5号交点）に変更。中央通を小樽市道から道道に移管[2]。
- 2010年（平成22年）3月26日 - 中央通の整備完了に伴い、終点を変更。中央通を小樽市道に移管[3]。

## 路線状況

### 重複区間
- 北海道道820号小樽港稲穂線（小樽市稲穂5丁目 - 小樽市色内2丁目〔終点〕）

### 道路施設

#### 主なトンネル
- 新祝津トンネル（253 m、小樽市祝津） 竣工1990年
- 豊井トンネル（146 m、小樽市祝津） 竣工1990年
- 新高島トンネル（519 m、小樽市祝津 - 小樽市高島） 竣工1987年

廃止されたトンネル
- 高島トンネル
- 祝津トンネル

## 地理
旧ルートの高島 - 祝津間は海岸近くを通っていたものの、急カーブが多い上、トンネルの幅も狭く事故や渋滞も多かったため、新たなトンネルを着工し現ルートとなった。豊井・新祝津トンネル開通後、旧祝津隧道は閉鎖され、小樽側出口に通じていた旧道はしばらく放置され廃道寸前まで荒んでいたが、特に夏場は海水浴客や釣り人が多く利用する事もあり現在は再び舗装が直されている。一方、旧高島隧道は新高島トンネル切り替え後もしばらくの間通行できた。

### 通過する自治体
- 後志総合振興局
  - 小樽市

### 交差する道路
小樽市
- 北海道道820号小樽港稲穂線 - 稲穂5丁目、色内2丁目（終点）（重複）
- 北海道道17号小樽港線 - 色内2丁目（終点）

### 沿線にある施設など
小樽市
- 小樽祝津郵便局
- 小樽高島郵便局
- 手宮洞窟
- 手宮公園
- 小樽市総合博物館（鉄道・科学・歴史館）
- 旧日本郵船小樽支店
- 小樽錦町郵便局
- 小樽市総合博物館（運河館）
- 運河プラザ
- 小樽運河

## その他
路線名の「小樽海岸公園」は「ニセコ積丹小樽海岸国定公園」（祝津海岸）のことと考えられる。